# Ribeira de Fráguas
Pour les articles homonymes, voir Ribeira.
Ribeira de Fráguas est une paroisse civile portugaise (en portugais : freguesia) de la municipalité d'Albergaria-a-Velha dans le district d'Aveiro.

## Démographie
Lors du recensement de 2021, Ribeira de Fráguas compte 1 494 habitants.